# Natteheksene
Natteheksene (tysk: Nachthexen, russisk: Ночные ведьмы, tr. Notjnye vedmy) var det øgenavn, tyskerne under 2. verdenskrig gav det sovjetiske 588. Natbomberregiment, der senere fik navnet 46. Taman Garde natbomberregiment, et kampflyverregiment udelukkende med kvinder, dannet på foranledning af Marina Raskova og under kommando af major Jevdokija Bersjanskaja.
Fra juni 1942 var regimentet en del af 4. luftflåde. I februar 1943 blev det reorganiseret og kaldt 46. garde-natbomberregiment og i oktober 1943 blev det til 46. Taman garde-natbomberregiment 
Flytypen, der anvendtes, var Polikarpov Po-2 biplan, bygget af sejldug og træ som under 1. Verdenskrig. Flyet var konstrueret i 1928 med henblik på skoleflyvning og marksprøjtning. Da det kun kunne medtage to bomber ad gangen, var det nødvendigt at gennemføre flere missioner hver nat. Omend flyet var forældet og langsomt, udnyttede piloterne dets udmærkede manøvreevne; de havde fordelen af at have en maksimalhastighed, der var lavere end stall-hastigheden for både Messerschmitt Bf 109 og Focke-Wulf Fw 190, og de tyske jagerpiloter oplevede derfor, at det var vanskeligt at skyde dem ned. For at motorlarmen ikke skulle advare tyskerne, udnyttede drevne piloter flyets gode glideegenskaber og lod motoren køre i tomgang under indflyvning til målet.
Luftwaffe kopierede ideen med deres Störkampfstaffeln, udstyret med erobrede tjekkiske Letov S 328 biplaner.

## References
1. ↑  "65-летие 4-ой Армии ВВС и ПВО". Arkiveret fra originalen 10. juni 2007. Hentet 9. december 2009.
2. ↑  Bill Gunston:Combat Aircraft of World War II, 1990, Tiger Books International, ISBN 1-85501-096-8